# نيو لندن (نيوهامشير)
نيو لندن (بالإنجليزية: New London, New Hampshire)‏ هي بلدة أمريكية تقع في الولايات المتحدة في مقاطعة ميريماك. يقدر عدد سكانها بـ 4,397 نسمة ومساحتها 66.3 كم2 وترتفع عن سطح البحر 394 متر.

## أعلام
- أنتوني كولبي
- إيمرسون جريناواي
- جون إف. بيتمان